# Alexandre Goulart
Alexandre Luiz Goulart (* 24. Juli 1976 in São João del-Rei) ist ein ehemaliger brasilianischer Fußballspieler.

## Karriere
Alexandre begann seine Karriere 1997 beim Erstligisten Cruzeiro EC und spielte unter anderem auch bei Ipatinga FC und SC Internacional. 2001 unterschrieb er einen Vertrag beim portugiesischen Boavista Porto. 2002 wurde er mit dem Verein Vizemeister der Primeira Liga. 2003 wechselte er zu Nacional Funchal, bestritt 84 Erstligaspiele und schoss dabei 18 Tore. Sommer 2006 wechselte er zum japanischen Shimizu S-Pulse. Danach spielte er bei Ipatinga FC, Social FC, SC Corinthians Alagoano und Santa Cruz FC. 